# Cherelle Parker
Cherelle Parker, née le 10 septembre 1972 à Philadelphie, est une femme politique américaine, membre du Parti démocrate. En novembre 2023, elle est la première femme élue maire de Philadelphie,.

## Biographie

### Formation et carrière
Cherelle Lesley Parker est née le 10 septembre 1972 à Philadelphie d'une mère célibataire et adolescente. Orpheline à 11 ans, Cherelle Parker est élevée par ses grands-parents, James Parker, vétéran de la Marine et Dorothy, employée de maison, tous deux originaires du Sud des États-Unis.
Diplômée de l'université Lincoln en 1994, Cherelle Parker travaille brièvement comme professeur d'anglais au lycée de Pleasantville dans le New Jersey, puis à partir de 1995, elle travaille au bureau de la conseillère municipale de Philadelphie Marian B. Tasco.

### Début en politique
En 2005, Cherelle Parker est élue à la Chambre des représentants de Pennsylvanie. Siégeant pendant dix ans au sein de cette assemblée, elle est également présidente de la délégation de Philadelphie pendant cinq ans.
En 2015, Cherelle Parker est élue membre du conseil municipal de Philadelphie pour succéder à Marian B. Tasco. En janvier 2020, elle devient cheffe de la majorité démocrate au sein du conseil municipal. Aussi, en février 2021, Cherelle Parker est élue présidente du conseil d'administration de la Delaware River Port Authority.

### Maire de Philadelphie
Le 7 septembre 2022, Cherelle Parker démissionne du conseil municipal de Philadelphie et annonce sa candidature pour succéder au maire sortant Jim Kenney – limité par le nombre de mandats.
Se positionnant comme modérée lors de la primaire démocrate, le 16 mai 2023, elle remporte l'investiture démocrate avec 32,6 % des voix, en raison de son fort soutien dans les quartiers noirs et à faible revenu. Lors de l'élection générale, elle affronte le républicain David Oh. Le 7 novembre 2023, elle remporte l'élection avec 74,57 % des voix. Le 1er janvier 2024, elle devient la première femme maire de Philadelphie.